# Antepione
Antepione là một chi bướm đêm thuộc họ Geometridae.

## Các loài
- Antepione imitata H. Edwards, 1884
- Antepione thisoaria (Guenée, 1857)
- Antepione tiselaaria (Dyar, 1912)